# Повіт Каябе
Пові́т Кая́бе (яп. 茅部郡, かやべぐん, МФА: [kajabe guɴ]) — повіт в Японії, в окрузі Осіма префектури Хоккайдо.